# The Lost Lolli
Albums de Olivia
Synchronicity
(2000) OLIVIA inspi' REIRA (TRAPNEST)
(2007)
Singles
The Lost Lolli est le 2e album d'Olivia, sorti sous le label Cutting Edge le 18 février 2004 au Japon et le 7 juillet 2007 en Europe. Il atteint la 121e place du classement de l'Oricon et reste classé pendant 2 semaines, pour un total de 2 709 exemplaires vendus.
Cet album reprend plusieurs chansons contenues dans ses mini-albums, sortis quelques mois plus tôt :
- Internal Bleeding Strawberry (21/02/2003)
- Merry & Hell Go Round (27/06/2003)
- Comatose Bunny Butcher (12/09/2003)
- The Return Of The Chlorophyll Bunny (03/12/2003)

## Liste des titres
| 1.  | Alone in our Castle                       | 5:18 |
| 2.  | Fake Flowers                              | 3:01 |
| 3.  | Blind Unicorn                             | 4:02 |
| 4.  | Devil's in me                             | 3:44 |
| 5.  | Celestial Deliquent                       | 3:43 |
| 6.  | Space Halo                                | 5:11 |
| 7.  | spidERSpins (Lost Lolli mix)              | 3:16 |
| 8.  | 026unconscious333                         | 3:50 |
| 9.  | Under your Waves                          | 4:15 |
| 10. | Dreamcamp                                 | 3:59 |
| 11. | Denial                                    | 5:40 |
| 12. | Sea me (English Version)                  | 3:53 |
| 13. | Into The Stars (live Arrangement version) | 4:49 |